# Ixodia flindersica
Ixodia flindersica là một loài thực vật có hoa trong họ Cúc. Loài này được Copley mô tả khoa học đầu tiên năm 1982.